# اقتصاد تسهیمی
اقتصاد تسهیمی (به انگلیسی: Sharing Economy) مدل همتا-به-همتای تسهیل شده با فناوری اطلاعات برای اشتراک گذاری ظرفیت خدمات و کالاهای کاملاً استفاده نشده از طریق یک واسط، بدون انتقال مالکیت است. به زبان ساده اقتصاد تسهیمی به معنای اینست که به جای خرید و تملک دائمی  کالا و خدمات به آن‌ها دسترسی پیدا شود. این اصطلاح در مجامع علمی ایران به سه صورت «اقتصاد شراکتی»، «اقتصاد مشارکتی» و «اقتصاد اشتراکی» ترجمه شده‌است. عبارت «اقتصاد شراکتی» از این نظر قابل‌نقد است که ابتدا این عبارت به‌جای «share economy» استفاده شده‌است که به مفهوم شریک‌کردن کارگران کارخانه در سود شرکت اشاره دارد. عبارت «اقتصاد اشتراکی» نیز در منابع فارسی به اقتصاد ناشی از مکتب کمونیسم گفته می‌شود که بر لزوم اشتراکی‌بودن لوازم و عواید تولید اشاره دارد. «اقتصاد مشارکتی» نیز به‌جای عبارت "participatory economics" استفاده شده‌است و مشارکت معمولاً به participation اشاره دارد. این اصطلاح که در آغاز از محافل منبع باز برای اشاره به شراکت همتابه‌همتای دسترسی به کالاها و خدمات شروع شد، اکنون گاهی در معنایی گسترده‌تر و برای توصیف هر نوع تراکنش فروش که از طریق بازارهای آنلاین صورت بگیرد به کار می‌رود، حتی آن‌ها که کسب‌وکار به کسب‌وکار باشد، نه همتابه‌همتا؛ لذا از اقتصاد تسهیمی به‌سبب گمراه‌کنندگی انتقاد کرده‌اند و گفته‌اند حتی خدماتی که تبادل همتابه‌همتا را ممکن می‌کنند ممکن است اساساً با هدف کسب سود باشند.
هاروارد بیزینس ریویو، فایننشال تایمز و بسیاری دیگر استدلال کرده‌اند که اقتصاد تسهیمی یک نام‌گذاری اشتباه است. هاروارد بیزینس ریویو پیشنهاد می‌دهد که عبارت درست برای اشاره به اقتصاد تسهیمی در جامع‌ترین حالت ممکن اقتصاد دسترسی است. نویسندگان می‌گویند وقتی تسهیم و اشتراک‌گذاری میان افرادی اتفاق می‌افتد که یکدیگر را نمی‌شناسند، این دیگر به‌اشتراک‌گذاری نخواهد بود، بلکه مصرف‌کنندگان برای دسترسی به خدمات یا کالای شخص دیگر پول پرداخت می‌کنند.

## اقتصاد تسهیمی در کشورهای جهان
اقتصاد تسهیمی در شهرهای مختلف کشورهای مختلف جهان با استفاده از شاخص‌هایی مقایسه می‌شود. کشورهای مختلف سیاست‌های مختلفی برای بهره‌مندی از اقتصاد تسهیمی اتخاذ کرده‌اند. طبق ارزیابی موسسه بروکینز شرکت‌ها با اشتراک گذاشتن داده و الگوریتم‌های خود می‌توانند نسبت به نهادهای مقررات‌گذار اعتمادسازی کنند.

### اقتصاد تسهیمی در ژاپن
در شهرهای مختلف ژاپن از فناوری اقتصاد تسهیمی برای پایایی شهرها استفاده می‌شود.

### اقتصاد تسهیمی در ایالات متحده آمریکا
طبق آمار استاتیستا، تعداد کاربران اقتصاد تسهیمی در ایالات متحده آمریکا در سال ۲۰۱۶ حدود ۴۵ میلیون نفر بود و در سال ۲۰۲۱ به ۸۶ میلیون نفر خواهد رسید.